# Liohippelates
Liohippelates är ett släkte av tvåvingar. Liohippelates ingår i familjen fritflugor.

## Dottertaxa tillLiohippelates, i alfabetisk ordning[1]
- Liohippelates aeneiventris
- Liohippelates aequatorialis
- Liohippelates apicatus
- Liohippelates australis
- Liohippelates baptipalpis
- Liohippelates bicolor
- Liohippelates bishoppi
- Liohippelates brevistylus
- Liohippelates collusor
- Liohippelates currani
- Liohippelates escomeli
- Liohippelates femoralis
- Liohippelates flavibucca
- Liohippelates flaviceps
- Liohippelates flavipes
- Liohippelates galapagensis
- Liohippelates incompletus
- Liohippelates lutzi
- Liohippelates microneurinus
- Liohippelates nigribucca
- Liohippelates nigrifrons
- Liohippelates nigrivertex
- Liohippelates pallipes
- Liohippelates peruanus
- Liohippelates pusio
- Liohippelates robertsoni
- Liohippelates satanas
- Liohippelates strandi
- Liohippelates tenascissimus
- Liohippelates tibialis